# Momčilo Nastasijević
Momčilo Nastasijević (serb. Момчило Настасијевић; ur. 6 października 1894 w Gornjim Milanovacu, zm. 13 lutego 1938 w Belgradzie) – serbski poeta.
Z zawodu był nauczycielem. Tworzył fantastyczną prozę pokrewną poezji w poszukiwaniach metafizycznych, w 1927 wydał tom opowiadań Iz tamnog vilajeta, a w 1932 zbiór poezji Pet lirskih krugova. Był eksperymentatorem o skłonnościach metafizycznych, osamotnionym w swoich poszukiwaniach, niezrozumianym przez sobie współczesnych z powodu hermetyczności języka poetyckiego, obecnie jest uważany za największą indywidualność poetycką okresu międzywojennego.